# Rachel Brice
Rachel Brice (nascida em 15 de junho de 1972) é uma dançarina e coreógrafa estadunidense. Ela trabalhou como dançarina especializada em American Tribal Style Belly Dance, que decorreu do estilo de dança do ventre.

## Biografia
Rachel Brice nasceu em 15 de junho de 1972 em Seattle, Washington e é graduado pela Universidade Estadual de São Francisco. Rachel Brice aprendeu ioga e dança do ventre aos 17 anos. Ela descobriu o mundo da dança em 1988 enquanto assistia Hahbi'Ru se apresentar na Renaissance Faire na Carolina do Norte e aprendeu dança do ventre com Atesh, diretor da Atesh Dance Troupe. Rachel Brice praticou ioga por um tempo antes de ensinar ioga em 1996 com a ajuda do professor de ioga Erich Schiffmann.
Rachel Brice é bailarina desde 1999 e no início dos anos 2000 terá aulas de dança do ventre com Carolena Nericcio e Jill Parker. Contratada pelo produtor musical Miles Copeland III em 2001, ela se apresentou e excursionou com Belly Dance Superstars, uma companhia de dança do ventre formada em São Francisco, Califórnia, em 2002. Ela também criou um DVD de dança do ventre para seu treinamento e suas performances e lançou um CD de música série das músicas usadas nas performances.
Em 2003 ele fundou a Indigo Belly Dance Company, uma companhia de dança do ventre com sede em São Francisco, e realizou performances de dança do ventre de estilo tribal americano derivadas do estilo de dança do ventre. Além de publicar vídeos instrutivos com foco em ioga e dança do ventre, ela realizou seminários nos Estados Unidos, Europa, Ásia e Austrália. Ele também fundou o Datura Studio em Portland, Oregon e começou uma abordagem "8 Elements" (8 Elementos) para a dança do ventre. Em 2012 fundou o "Datura Online", um estúdio online de ioga e dança do ventre.

## Lista de Obras

### Vídeo de desempenho
- Bellydance Superstars Live in Paris: Folies Bergere
- Bellydance Superstars Solos in Monte Carlo
- Bellydance Superstars

### Vídeo educativo
- Tribal Fusion: Yoga, Isolations and Drills a Practice Companion with Rachel Brice
- Rachel Brice: Belly Dance Arms and Posture
- Serpentine: Belly Dance with Rachel Brice (DVD, video)